# فتاتان مفلستان
فتاتان مفلستان مسلسل كوميدي أمريكي من إعداد مياكل باتريك كينغ وويتني كمنغز. عرض في الولايات المتحدة على قناة «CBS» في سبتمبر، 2011. تدور أحداثه في حي ويليامزبيرغ، في مدينة نيويورك. تتمحور قصة المسلسل حول حياة شريكتا السكن ماكس بلاك (كات دينينغز) وكارولين تشانينغ (بيث بيرز).

## الحلقات
| الموسم | الحلقات | الحلقات | الأصلي         | الأصلي       |
| الموسم | الحلقات | الحلقات | الأول          | الأخير       |
| ------ | ------- | ------- | -------------- | ------------ |
| 1      | 24      | 24      | 19 سبتمبر 2011 | 7 مايو 2012  |
| 2      | 24      | 24      | 24 سبتمبر 2012 | 13 مايو 2013 |
| 3      | 24      | 24      | 23 سبتمبر 2013 | 5 مايو 2014  |
| 4      | 22      | 22      | 27 أكتوبر 2014 | 18 مايو 2015 |
| 5      | 22      | 22      | 12 نوفمبر 2015 | 12 مايو 2016 |

## وصلات خارجية
- الموقع الرسمي
- فتاتان مفلستان على موقع IMDb (الإنجليزية)
- فتاتان مفلستان على موقع ميتاكريتيك (الإنجليزية)
- فتاتان مفلستان على موقع روتن توميتوز (الإنجليزية)
- فتاتان مفلستان على موقع كينوبويسك (الروسية)
- فتاتان مفلستان على موقع ألو سيني (الفرنسية)
- فتاتان مفلستان على موقع قاعدة بيانات الفيلم (الإنجليزية)